# Thomas Riedel
Thomas Riedel (* 1970 in Ost-Berlin) ist ein deutscher Fernsehjournalist.

## Leben
Thomas Riedel begann seine Fernsehkarriere 1986 im DDR-Fernsehen als Moderator der Jugendsendung „rund“. Ab 1990 war er Moderator des Jugendmagazins „Elf 99“ im DFF.
Von 1994 bis 1996 arbeitete er für den privaten Berliner TV-Sender 1A-Fernsehen. Er moderiert die Nachrichtensendungen „1A-Der Tag“, „Das Nachtjournal“ und das Reportageformat „mittenmang“.
Ab 1995 war Riedel als freier Autor für das ARD-Boulevardmagazin „Brisant“ tätig. Er entwickelte Formate für den Mitteldeutschen Rundfunk und arbeitete für die privaten Fernsehstationen Sat.1  und N24.
Im Jahr 2002 wurde Thomas Riedel bei der Sat.1 SatellitenFernsehen GmbH angestellt. Er realisierte als Autor und Redakteur Alltagsreportagen für die Sendereihe „24 Stunden“. Außerdem ist er (gemeinsam mit Falko Korth) Autor der Dokumentationen „Ohne mich, Genossen! Fluchten aus der DDR“, „Busen, Broiler und Bananen – Jugend in der DDR“, „Berlin gibt nicht auf! Die Luftbrücke“, „Freiheit! Das Ende der DDR“. „Grenzfall Böseckendorf – Flucht in letzter Sekunde“.
Im Juli 2009 gründete Thomas Riedel – gemeinsam mit seinem Partner Falko Korth – die Berliner Filmproduktion KR.FILM.
Neben TV-Dokumentationen, Reportagen und Unterhaltungsformaten realisierte KR.FILM in den Jahren 2012 und 2013 Filme für die publikumswirksame Großbildprojektion am Marie-Elisabeth-Lüders-Haus im Auftrag des Deutschen Bundestags.
Thomas Riedel hat zwei Kinder.

## Auszeichnungen
- Mai 2009: „Bayerischer Fernsehpreis“ für die Dokumentation „Freiheit! Das Ende der DDR“, gemeinsam mit Falko Korth[1]